# Kruiswegpark (Tienray)

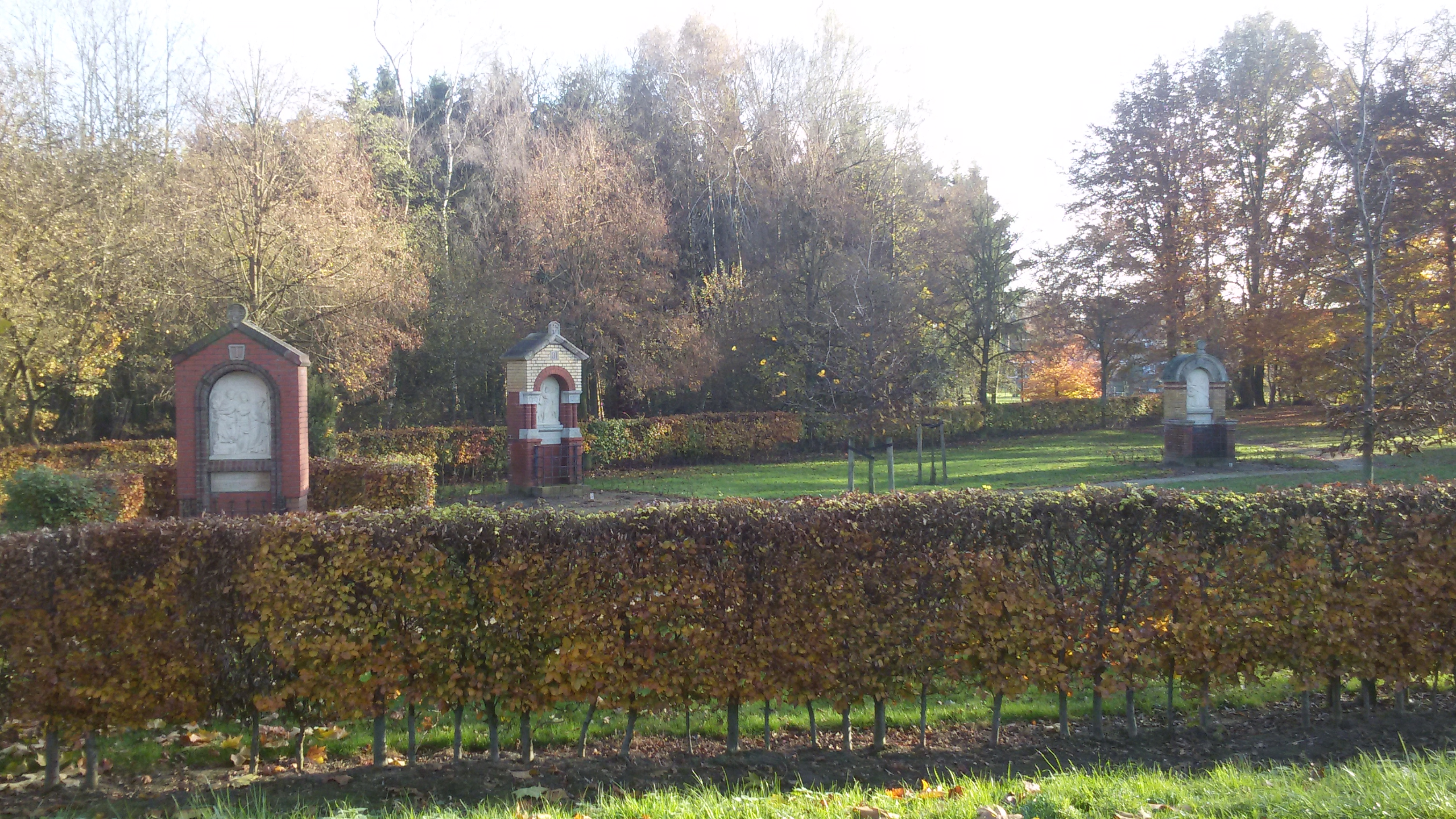
Kruiswegpark

Het Kruiswegpark is een processieweg in Tienray.
Het betreft een reeks van kapelletjes met Kruiswegstaties, die begint in het park Over de Beek, vervolgt dan de Burgemeester van Berghstraat en eindigt achter de kerk.
Initiatief tot de aanleg van deze reeks is genomen in 1911 door de toenmalige pastoor. Het ontwerp was van Caspar Franssen en de eerste kapelletjes werden in 1913 geplaatst. Alle kapelletjes zijn van gekleurde bakstenen, vooral geel en rood, en ze bevatten alle een kruiswegstatie in reliëf. Hoewel de kapelletjes op elkaar lijken zijn ze allemaal verschillend.